# Valherbasse
Valherbasse község Franciaország Auvergne-Rhône-Alpes régiójában, Drôme megyében. Új községként 2019. január 1-jén jött létre Montrigaud, Miribel és Saint-Bonnet-de-Valclérieux községek egyesítésével. Az egyesüléskor az új község lélekszáma 1021 fő volt. Lakosainak száma 1020 fő (2022. január 1.).

## Népesség
| Lakosok száma | 1010 | 1017 | 1025 | 1021 | 1021 | 1020 |
|               | 2017 | 2018 | 2019 | 2020 | 2021 | 2022 |